# آبچلیک کوچک
آبچلیک کوچک (نام علمی: Calidris minutilla) نام یک گونه از سرده تلیله است.